# Casa su misura
Casa su misura (Fixer Upper) è un docu-reality statunitense, andato in onda dal 2013 al 2018 su HGTV e trasmesso in Italia dalla versione italiana della rete.

## Format
La trasmissione segue l'attività dei coniugi Chip e Joanna Gaines. In ogni episodio aiutano una coppia a ottenere la casa dei loro desideri, con l'obiettivo di riportare all'antico splendore le abitazioni con il maggior potenziale. Agli acquirenti vengono inizialmente mostrate tre opzioni di acquisto: ogni coppia - ma in alcune puntate c'è un acquirente singolo aiutato nella scelta da un parente o un amico - mette a disposizione un budget di cui una parte verrà utilizzata per l'acquisto dell'immobile e l'altra parte verrà investita per la successiva ristrutturazione.
Chip e Joanna, una volta che gli acquirenti hanno comprato la casa, si metteranno all'opera. Il marito, assieme alla sua squadra di operai, procede con la demolizione delle strutture e la creazione dei nuovi spazi, seguendo il progetto presentato dalla moglie agli acquirenti. Entrambi svolgeranno ricerche all'interno dei quartieri della città di Waco, nel Texas, per trovare gli arredi e i materiali per la ristrutturazione dell'immobile. Al termine dei lavori la coppia presenta la casa ristrutturata ai nuovi proprietari.
Durante la puntata vengono mostrati anche dei momenti di vita familiare dei due coniugi con i loro figli, inframmezzati alla ristrutturazione della casa scelta.

Nel 2018 la società di database immobiliari online statunitense Zillow Group, Inc. ha dichiarato che le case con caratteristiche architettoniche simili a quelle viste nello spettacolo sono state vendute in media per un importo del 30 percento superiore al valore standard. Inoltre, lo show ha generato un aumento del turismo e dello sviluppo economico a Waco, in Texas, dove è stato girato lo spettacolo e le case trattate nelle varie puntate sono diventate desiderabili sia per l'acquisto che per l'affitto.

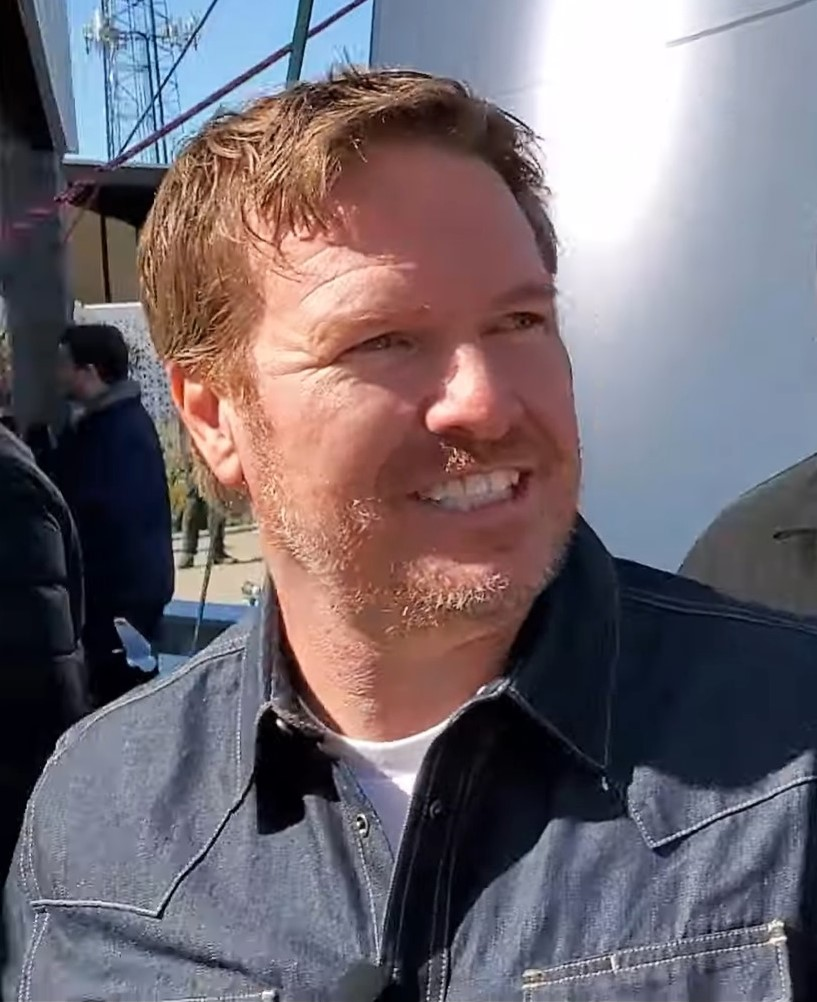
Chip Gaines

### Spin-off
Nel marzo 2017 è stato annunciato che Chip e Joanna Gaines avrebbero presentato uno spin-off intitolato Fixer Upper: Behind the Design. Lo spettacolo di mezz'ora mostra come Joanna prepara i progetti presentati ai compratori delle case nella serie principale. Lo show è stato presentato per la prima volta il 10 aprile 2018.

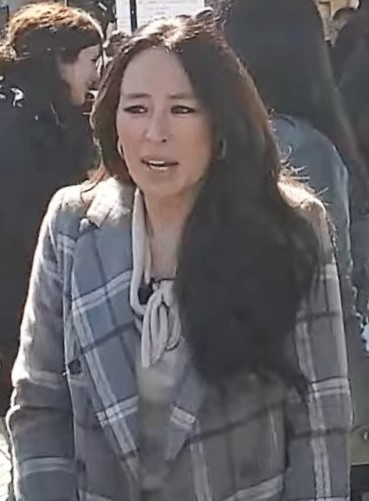
Joanna Gaines

## Produzione
Nel 2020, Discovery, Inc. ha annunciato che Fixer Upper sarebbe stato ripreso come programma di lancio per Magnolia Network, un nuovo canale supervisionato dai Gaines che ha sostituito il canale gemello di HGTV, DIY Network. Il nuovo programma, intitolato Fixer Upper: Welcome Home, è stato presentato in anteprima a gennaio 2021 come parte del lancio di Magnolia Network su Discovery+.  Altri due programmi sono stati realizzati: Fixer Upper: The Castle è andato in onda nel 2022 e Fixer Upper: The Hotel ha iniziato ad andare in onda nel 2023. 

## Episodi
In Italia è stato trasmesso fino al 22/10/2017 su Fine Living (ex canale 49 del digitale terrestre). Dalla chiusura del canale è stato trasmesso dall'emittente Food Network fino al 2018. Dal febbraio 2020 viene trasmesso sul nuovo canale tematico HGTV.
| Stagione         | Puntate | Prima TV USA | Prima TV Italia |
| ---------------- | ------- | ------------ | --------------- |
| Prima stagione   | 13      | 2013-2014    | 2015            |
| Seconda stagione | 13      | 2015         | 2015            |
| Terza stagione   | 18      | 2015-2016    | 2016            |
| Quarta stagione  | 17      | 2016-2017    | 2017            |
| Quinta stagione  | 18      | 2017-2018    | 2020            |

## Doppiatori
Il doppiaggio italiano della serie è affidato a:
- Chip: Luca Violini (st: 1-4)
- Joanna: Perla Liberatori (st: 1-5)

## Controversie
Il 27 aprile 2017, Chip Gaines è stato citato in giudizio in una causa per frode presentata dagli ex partner commerciali della Magnolia Real Estate Company, l'azienda che avevano fondato insieme nel 2007. Questi sostenevano che i Gaines li avevano convinti a vendere le loro quote per 2 500 dollari l'uno senza rivelare i piani che erano in corso per sviluppare lo show televisivo di Casa su misura, il quale avrebbe fruttato alla società svariati incassi pubblicitari. Nella causa i due ex partner di Gaines, gli avvocati John L. Lewis e Richard L. Clark, hanno chiesto oltre un milione di dollari di risarcimento in quanto Gaines avrebbe fatto pressione sui soci per vendere le loro quote "prima che scoprissero che il valore dell'azienda era fortemente aumentato con la realizzazione del programma". Nel febbraio 2020, un giudice ha respinto la causa,  ma  ha consentito alla controquerela per diffamazione di Gaines contro i suoi ex soci in affari. Il 14 luglio 2023, questi ultimi hanno raggiunto un accordo extragiudiziale con Gaines.
Nel giugno 2017, è stato annunciato che "è stato raggiunto un accordo giudiziale con l'Agenzia per la protezione ambientale degli Stati Uniti in seguito alle accuse di aver violato alcune regole sulla manipolazione sicura della vernice al piombo durante i lavori di ristrutturazione di alcune case". I coniugi hanno pagato 40.000 dollari di multe e hanno dichiarato che "in futuro rispetteranno tali regolamenti e si impegneranno a sensibilizzare la comunità e il settore su questa normativa".